# 益蘭祠
益蘭祠位於四川省德陽市廣漢市，文物遺址年代判定為清。2012年7月16日公佈為第八批四川省文物保護單位。
益蘭祠位於四川省德陽市廣漢市和興鎮安平村北，清乾隆年間為廣漢縣人張懷泗〈曾任宛平縣令）的住宅，後改為張家祠堂，現為老君觀。該建築坐北向南，占地2000平方公尺，建築面積約1500平方公尺，為二進制四合院佈局，呈凸字形，磚木結構。現存門廳、前廂房、前廳、後廂房、正廳。正廳為懸山式頂，穿斗式木構架，面闊5間22.5公尺，進深10.4公尺，高8.5公尺。正廳和前廳之間有兩個過廊相通，廊長9.2公尺，寬3.6公尺，後院被兩過廊分隔為三個天井。整個建築群規模宏大，氣勢雄偉，佈局嚴謹，工藝精湛，是川西地區保存較為完好的清代祠堂建築，具有較高的歷史、藝術價值。2003年被德陽市人民政府公佈為市級文物保護單位。